# Musée de la Résistance et de la Déportation (Grenoble)
Das Musée de la Résistance et de la Déportation (Grenoble) ist ein Geschichtsmuseum (oder auch Gesellschaftsmuseum) im französischen Grenoble, Département Isère. Es dokumentiert die französische Résistance und den Maquis besonders im nahegelegenen Vercors.
Das Museum besitzt rund 5000 Ausstellungsstücke. Es gibt die Möglichkeit, Tondokumente, Fotos und Filme zu sehen und zu hören. Es gibt fünf thematische Schwerpunkte: Die Entstehung des Widerstands, der Maquis, die alltägliche Repression, die Wiederherstellung der Republik 1944 und die moralische Hinterlassenschaft des Widerstands.
Das Museum wurde 1966 in einem anderen Gebäude auf 170 Quadratmetern eröffnet und befindet sich seit 1994 im jetzigen Gebäude in der Innenstadt, das 1853 entstand.
Träger des Museums ist das Département.